# Axana
Axana este un gen de molii din familia Lymantriinae.